# Långmyrtjärnarna, Jämtland
Långmyrtjärnarna är en sjö i Krokoms kommun i Jämtland och ingår i Indalsälvens huvudavrinningsområde.